# Jodeliszki (gromada)
Jodeliszki – dawna gromada, czyli najmniejsza jednostka podziału terytorialnego Polskiej Rzeczypospolitej Ludowej w latach 1954–1972.
Gromady, z gromadzkimi radami narodowymi (GRN) jako organami władzy najniższego stopnia na wsi, funkcjonowały od reformy reorganizującej administrację wiejską przeprowadzonej jesienią 1954 do momentu ich zniesienia z dniem 1 stycznia 1973, tym samym wypierając organizację gminną w latach 1954–1972.
Gromadę Jodeliszki z siedzibą GRN w Jodeliszkach utworzono – jako jedną z 8759 gromad – w powiecie suwalskim w woj. białostockim, na mocy uchwały nr 23/V WRN w Białymstoku z dnia 4 października 1954. W skład jednostki weszły obszary dotychczasowych gromad Jodeliszki, Bubele, Burbiszki, Jenorajście, Krasnowo, Konstantynówka, Nowosady, Radziucie i Rynkojeziory ze zniesionej gminy Krasnowo w tymże powiecie. Dla gromady ustalono 9 członków gromadzkiej rady narodowej.
1 stycznia 1956 roku gromadę włączono do reaktywowanego powiatu sejneńskiego.
1 stycznia 1969 do gromady Jodeliszki przyłączono wieś Kielczany ze znoszonej gromady Klejwy.
Gromadę Jodeliszki zniesiono 1 stycznia 1972, a jej obszar włączono do nowo utworzonej gromady Krasnowo.